# C. S. Friedman
C. S. Friedman (Nueva York, 12 de enero de 1957) es una escritora y crítico literaria estadounidense de ciencia ficción, fantasía y literatura épica, más conocida por sus trilogías The Coldfire y The Magister.
Comenzó su carrera como escritora en 1986 con The Conquest Born, con la que apareció en SF Mistressworks, y que se consideró como uno de los debut literarios más promisorios de dicho año. Recientemente terminó la publicación de una trilogía de fantasía bajo el título The Magister, y que contiene Feast of Souls (2007), Wings of Wrath (2009) y Legacy of Kings (2011); esta serie la realizó como Celia Friedman, y de acuerdo a la crítica literaria contiene personajes complejos y oscuros que se entremezclan con elementos de alta fantasía y fantasía oscura.

## Obras
- Trilogía The Coldfire
  - Black Sun Rising (1991)
  - When True Night Falls (1993)
  - Crown of Shadows (1995)

- Trilogía The Magister
  - Feast of Souls (2007)
  - Wings of Wrath (2009)
  - Legacy of Kings (2011)

- Serie Azean Empire'
  - In Conquest Born (1986)
  - The Madness Season (1990)
  - This Alien Shore (1998)
  - The Erciyes Fragments (1999)
  - The Wilding (2002)